# Петър Попарсов (политик)
Петър Попарсов (на македонска литературна норма: Петар Поп-Арсов) е политик от Северна Македония, висш функционер на ВМРО-ДПМНЕ.

## Биография
Петър Попарсов е роден на 21 юли 1969 година в Куманово, тогава в Социалистическа Република Македония. Правнук е на съоснователя на ВМОРО Петър Попарсов. Основно и средно образование завършва в Куманово, а висше в Технологическия факултет на Скопския университет „Свети Свети Кирил и Методий“ със звание инженер технолог. Между 1999 и 2003 година е директор на центъра за култура на Куманово, а в периода 2004-2006 година е директор на „Свет Филма ДОО Скопје“. От 2000 година е член на ЦК на ВМРО-ДПМНЕ и до 2003 година е заместник-председател на околийския комитет на партията в Куманово, а след това е негов председател. През 2006 година е спряган за поста председател на парламента на Република Македония, а от 2007 година е член на ИК на ВМРО-ДПМНЕ.